# 大橋正昭
大橋 正昭（おおはし まさあき、1932年6月 - ）は、日本の実業家。愛知製鋼代表取締役社長や、日本金属学会会長、ファインセラミックスセンター理事長、学校法人名城大学理事長などを務めた。藍綬褒章受章。

## 人物・経歴
愛知県出身。愛知一中入学後、在学中に学制改革が起こり、愛知県立旭丘高等学校を卒業。東北大学大学院工学研究科修士課程修了後、1957年トヨタ自動車工業（現トヨタ自動車）入社。労働組合書記長、取締役、常務取締役、専務取締役を経て、1992年愛知製鋼取締役副社長。愛知製鋼で取締役社長や、取締役会長、相談役を歴任した。
1990年ファインセラミックスセンター理事長。1993年日本金属学会会長。1997年中部実業団陸上競技連盟会長。2002年勲三等瑞宝章受章。2005年から学校法人名城大学理事長を務め、経営問題検討会の設置などを行った。2006年愛知製鋼顧問。豊田理化学研究所評議員、特定非営利活動法人ささえあい副理事長なども務めた。2007年藍綬褒章受章。